# Selfless, Brave and True
Selfless, Brave and True es el décimo octavo episodio de la segunda temporada de la serie de televisión estadounidense de fantasía y drama Once Upon a Time. El episodio se transmitió originalmente en Estados Unidos el 24 de marzo de 2013, mientras que en América Latina el episodio debutó el 23 de mayo de 2013.
En este episodio una deprimida Mary Margaret se topa con August completamente convertido en madera, quien alega haberse alejado del pueblo por vergüenza de todas las cosas que hizo en su vida. Mientras tanto, Neal decide invitar a su prometida a Storybrooke.

## Argumento

### En el pasado de August
Justo en el momento exacto que Emma decide permanecer en Storybrooke, August se levanta en una isla lejana solo para descubrir que se está convirtiendo en madera. Aunque el hombre busca ayuda profesional con un médico en Hong Kong, este termina por descubrir que no todas las personas pueden ver su condición.  
Por consejo de un joven asiático, August busca a un médico apodado "El dragón", del que se dice que atiende problemas que la ciencia no puede. Durante su consulta, El dragón rápidamente se da cuenta de la identidad de August y procede a ofrecerle sus servicios a cambio de un objeto cercano a su corazón y de diez mil dólares. Debido a que August solo puede dar como pago una cuerda que fue utilizada cuando era un títere y no el dinero. Este termina topándose en el camino con otra de las clientes del dragón; Tamara, quien le confiesa que gracias a los servicios del médico, esta pudo curarse de su cáncer terminal. 
Cuando August se percata de que Tamara tiene el dinero suficiente para pagar la cura que tanto necesita, el hombre en un acto de egoísmo y cobardía termina robándole el dinero a la mujer para poder conseguir el remedio del dragón. No obstante en el momento que sale del consultorio con la cura, este termina siendo perseguido por Tamara, quien consigue arrebatarle la cura.
Al siguiente día, Tamara confronta al dragón para comentarle que la sustancia que hizo no tiene ningún elemento existente en la Tierra, que cree en los seres mágicos y ha estado en la búsqueda de uno por muchos años. Poco después Tamara asesina al dragón tras comentarle que ahora que lo encontró y sabe de la existencia de la magia no puede arriesgarse a que alguien más lo encuentre.
Días después August encuentra el cadáver del dragón, pero al estar más interesado en salvarse no puede imaginarse quien pudo haber sido el autor de dicho acto.
En noviembre de 2011, August se reúne con Neal para comentarle que irá a Storybrooke, el lugar donde Emma se encuentre y que una vez que la maldición esté rota, le enviará una postal. Tamara quien había seguido a August hasta Nueva York, ve la conversación por un espejo y desde entonces se acerca a Neal como una mujer común y corriente.

### En Storybrooke
Mary Margaret sigue lamentándose por su papel en la muerte de Cora y no es sino hasta después de escuchar una crítica de su hija Emma, en la que termina por decidirse a ir al bosque para pensar las cosas con claridad. Mientras practica su tiro con arco, Mary Margaret se topa con un remolque en el que está escondido August/Pinocho.  
Emma lleva a Henry para que pase un tiempo con Neal, y termina enterándose por parte de su antigua pareja, que Tamara, tiene planeado venir a quedarse al pueblo. Al escuchar esto, Emma termina advirtiéndole a Neal de decirle la verdad a su prometida antes de que la misma termine enterándose por su cuenta. Neal acepta el consejo y tras darle la bienvenida a Tamara, Neal confiesa que proviene de un mundo donde los cuentos de hadas son reales y que todos los habitantes del pueblo también lo son. Sin embargo Tamara cree que su novio le está jugando una broma y se molesta mucho.  
En los bosques de Storybrooke, August confiesa que se ha aislado del pueblo por vergüenza a las cosas que hizo y por su apariencia. Aunque Mary Margaret no consigue hacer que August regrese al pueblo, termina buscando la ayuda de Emma y de Marco/Gepetto para encontrar la forma de ayudar al muñeco de madera.      
En otra parte del pueblo, Regina se topa por primera vez con Greg Mendell/Owen Kurt y aunque no lo reconoce a la primera, termina descubriendo la identidad del forastero de Storybrooke y sus intenciones de encontrar a su padre. La villana le cuenta a Owen que el Sr. Flynn abandonó el pueblo hace mucho tiempo y que si Greg/Owen no se marcha ella probará que al contrario de lo que cree, las personas sí pueden simplemente desaparecer. 
Mientras realizan la búsqueda del tráiler de August, Marco por fin reúne el valor para confesarle a Mary Margaret que el armario que construyó tenía la magia suficiente para transportar a dos personas, y por lo tanto él, en medio de su deseo egoísta por conservar a su hijo, le negó la oportunidad de viajar con su hija al mundo real. Al escuchar la noticia, para la sorpresa de Emma, Mary Margaret cachetea a Marco, aun cuando este se encontraba disculpándose y esta termina por perdonarlo.
En los bosques de Storybrooke, Tamara visita a August para ofrecerle la oportunidad de regresarle la pócima mágica que le robó hace algún tiempo a cambio de que se marche del pueblo y no regrese jamás. August acepta la oferta y se marcha del pueblo. 
Para cuando Emma, Marco y Mary Margaret llegan al tráiler de August, estos lo encuentran completamente vacío. August decide regresar al pueblo para advertirle a Emma y a los demás del peligro que es Tamara, luego de haberla descubierto como la responsable de la muerte del dragón. Sin embargo Tamara consigue herir a August con una pistola aturdidora de electricidad. Un agonizante August trata de usar su último aliento para advertirle a Emma de Tamara, pero termina muriendo en los brazos de su padre. Gracias a que la acción que August realizó fue sincera, honesta y generosa, la madre superiora consigue convertir al muñeco de madera en un niño de verdad. Desafortunadamente Pinocho no recuerda nada de lo que vivió desde que era solo un niño y por lo tanto Emma no consigue enterarse de quién fue la responsable de intentar asesinar a August.  
Más tarde Greg/Owen termina siendo visitado por su amante y cómplice, quien se revela como Tamara.

## Recepción

### Índices de audiencia
El episodio tuvo una pequeña recaída, perdiendo un 2.2/6 entre 18-49 con solo 7.38 espectadores sintonizándolo.

### Críticas
Hilary Busis de Entertainment Weekly notó que: "Hubo buenas cosas en "Selfless, Brave, and True". Desafortunadamente, la apariencia de "madera" de Pinocho fue tan llamativa que impidió enfocarse en lo que el episodio logró bien".
Oliver Sava de A.V. Club le dio al episodio una "C", nada más que Hull y Vazquez "...no hicieron una historia lo suficientemente fuerte como para hacer que el televidente se concentre en las convenciones y que solo están presentes tramas convenientes".